# 民主邦联主义
民主邦联主义（英語：Democratic confederalism），又称库尔德社群主义（Kurdish communalism）、阿波主义（Apoism），是库尔德斯坦工人党领袖阿卜杜拉·奥贾兰在美国无政府主义学者默里·布克钦的公社主义学说的基础上发展创立的一种自由意志社会主义政治理论。奥贾兰称该理论“对其他团体和派别是开放的”，而且是“灵活的、多元文化的、反垄断的、共识化的”。该理论与罗贾瓦政权实行的政策密切相关，主导着当地的政治体制的构建与发展。